# Вознесенка (Акмолинская область)
Вознесе́нка (каз. Вознесенка) — село в Буландынском районе Акмолинской области Казахстана. Административный центр Вознесенского сельского округа. Код КАТО — 114031100.

## География
Село расположено на северо-востоке района, на берегах реки Кайракты, на расстоянии примерно 27 километров (по прямой) к юго-западу от города Макинск, административного центра района.
Абсолютная высота — 325 метров над уровнем моря.
Климат холодно-умеренный, с хорошей влажностью. Среднегодовая температура воздуха отрицательная и составляет около -3,1°С. Среднемесячная температура воздуха в июле достигает +19,3°С. Среднемесячная температура января составляет около -15,3°С. Среднегодовое количество осадков составляет около 430 мм. Основная часть осадков выпадает в период с июня по август.
Ближайшие населённые пункты: село Купчановка — на севере, аул Тастыозек — на востоке, аул Токтамыс — на западе.
Через село протекает река Кайракты, западнее проходит автодорога областного значения КС-1 «Жалтыр — Макинск».

## История
Первоначально село было основано как переселенческий участок «Большие Кайракты» в 1896 году, в составе Макинской волости, Кокчетавского округа (впоследствии  уезд) с нарезкой земли на 800 душевых долей из расчета 15 десятин на одну мужскую душу. Сельское общество  «Вознесенское» образовалось в том же году, с 1909 года — волостное село; включавший на момент 1917 года — 17 селений. В селе имелась — однопрестольная церковь в честь Вознесения Господня, построенная в 1898 году и освященная в 1902 году. Население прихода Вознесенского — 2 177 душ мужского пола и 2 016 душ женского пола. Из них в Вознесенском — 1 620 душ обоего пола, в посёлках Ергольском — 668, в Пушкинском — 320, в Капитоновском — 475, в Белоцерковском — 481, в Ковалевском — 405, в Новокиевском — 224 душ. В селе Вознесенском — до 80 душ обоего пола латышей католического вероисповедания. Прихожане-переселенцы преимущественно из Черниговской губернии.
6 октября 1923 года на основании постановления ЦИК КазАССР от 5 июля 1923 года — Вознесенская волость была присоединена к Макинской волости (волостное село — Макинское). Макинская волость на начало 1924 года — 11 сельсоветов, 40 селений, 2 739 дворов с общим населением в 14 014 чел. 
Указом Президиума ВЦИК от 31 января 1935 года — был образован «Макинский район» с административным центром в селе Вознесенка, в составе Карагандинской области. С 30 июля 1957 года административный центр района — город Макинск.

## Население
В 1989 году население села составляло 2238 человек (из них русские — 50%, немцы — 30%).
В 1999 году население села составляло 1684 человека (816 мужчин и 868 женщин). По данным переписи 2009 года, в селе проживало 1377 человек (663 мужчины и 714 женщин).
| Численность населения | Численность населения | Численность населения |
| 1989                  | 1999                  | 2009                  |
| --------------------- | --------------------- | --------------------- |
| 2238                  | ↘1684                 | ↘1377                 |

## Инфраструктура
В селе функционируют:
- Вознесенская общеобразовательная средняя школа;
- Врачебная амбулатория;
- 8 частных магазинов.

## Улицы[9]
- ул. Интернациональная,
- ул. Кирова,
- ул. Комсомольская,
- ул. Ленина,
- ул. Лесная,
- ул. Ломоносова,
- ул. Мира,
- ул. Огородная,
- ул. Пионерская,
- ул. Советская,
- ул. Степная,
- ул. Студенческая,
- ул. Тимирязева,
- ул. Целинная.